# Summerville-Princeton-Southern Bay
Summerville-Princeton-Southern Bay is een local service district en designated place in de Canadese provincie Newfoundland en Labrador. Het LSD voorziet beperkt lokaal bestuur voor drie dorpen in het oosten van het eiland Newfoundland.

## Geschiedenis
Het local service district werd opgericht in 1986 om voor de gemeentevrije plaatsen Summerville, Princeton en Southern Bay een beperkte vorm van lokaal bestuur te voorzien. De drie dorpen gingen daarop voor statistische redenen tezamen ook een designated place vormen.

## Geografie
De dorpen Summerville, Princeton en Southern Bay liggen allen aan de oostelijke zijde van de Southern Bay, een zeearm die een zijbaai van de grote Bonavista Bay is. De plaatsen bevinden zich op het schiereiland Bonavista en zijn alle drie bereikbaar via provinciale route 235.

## Demografie
Summerville-Princeton-Southern Bay kent, net zoals de meeste afgelegen Newfoundlandse plaatsen, een dalende demografische trend. Tussen 2001 en 2021 daalde de bevolkingsomvang van 541 naar 267. Dat komt neer op een daling van 274 inwoners (-50,6%) in twintig jaar tijd.
In 2021 telde de designated place 204 woningen, waarvan er 128 permanent bewoond waren. Alle inwoners spraken er Engels, al waren er ook zo'n vijf personen het Frans machtig.
| Demografische ontwikkeling tussen 2001 en 2021       |
| ---------------------------------------------------- |
|                                                      |
| Bron: Statistics Canada (2001–2006, 2011–2016, 2021) |

## Galerij

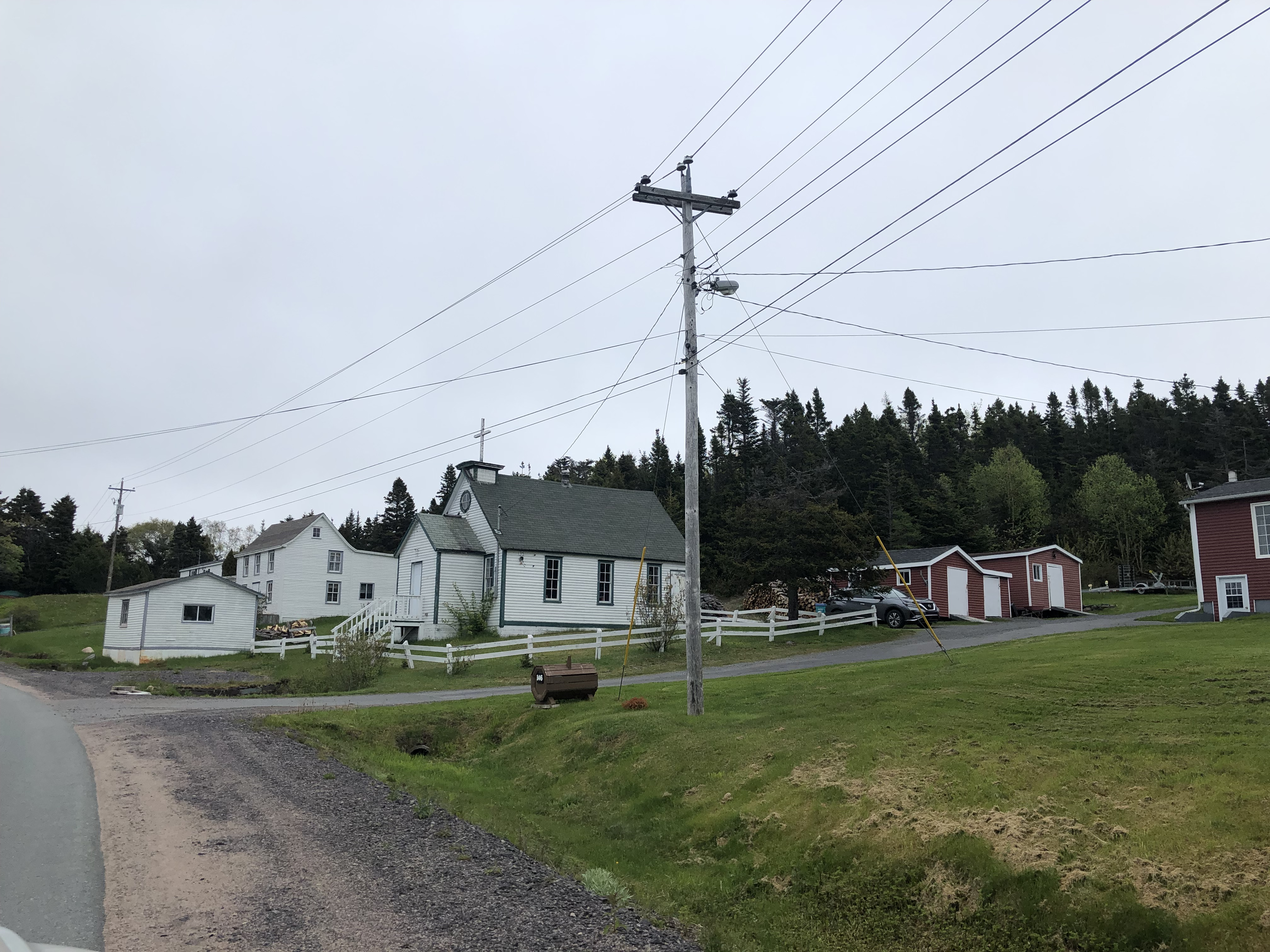
De Rooms-Katholieke Heilige-Familiekerk van Southern Bay
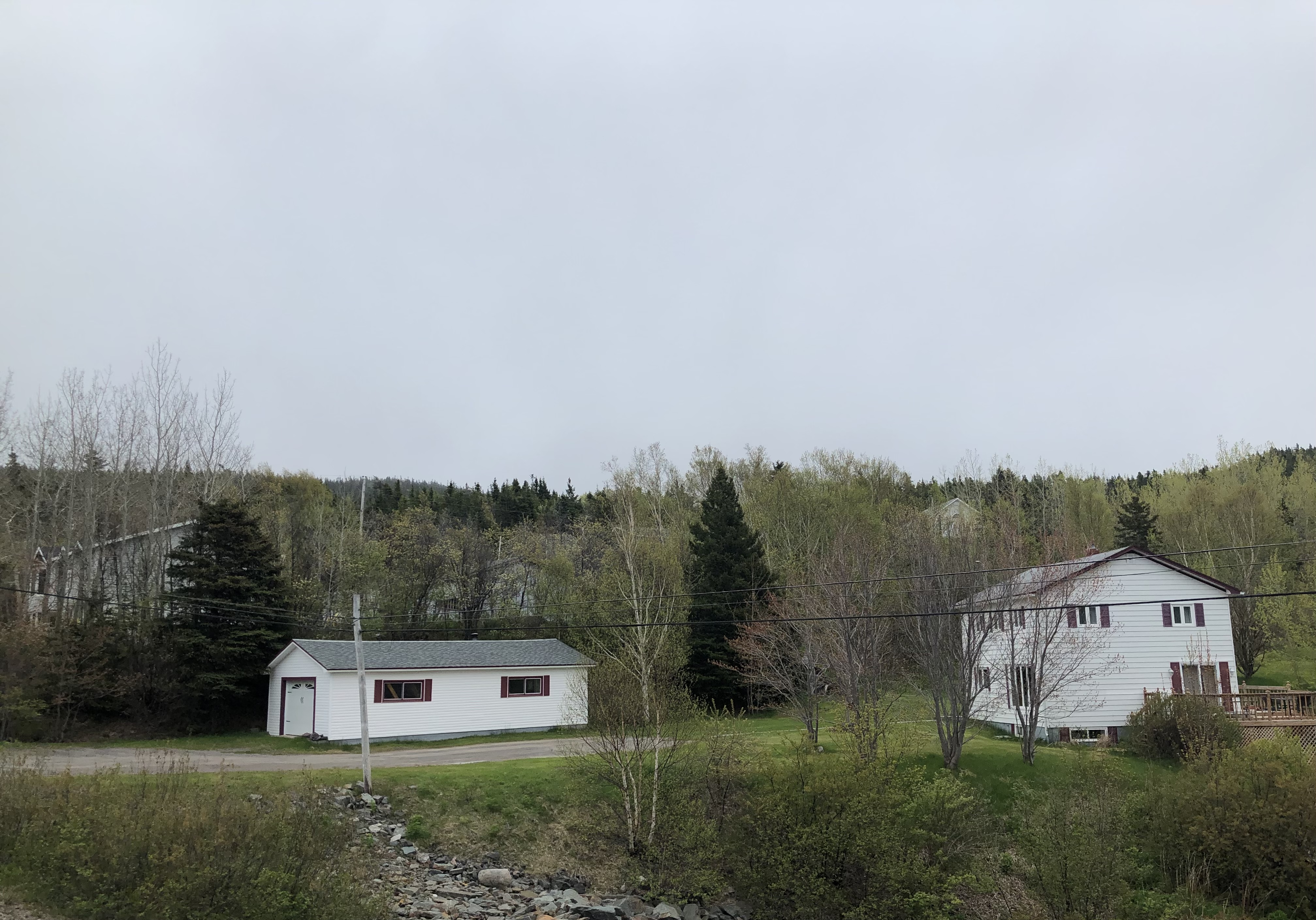
Enkele gebouwen aan de rand van Summerville
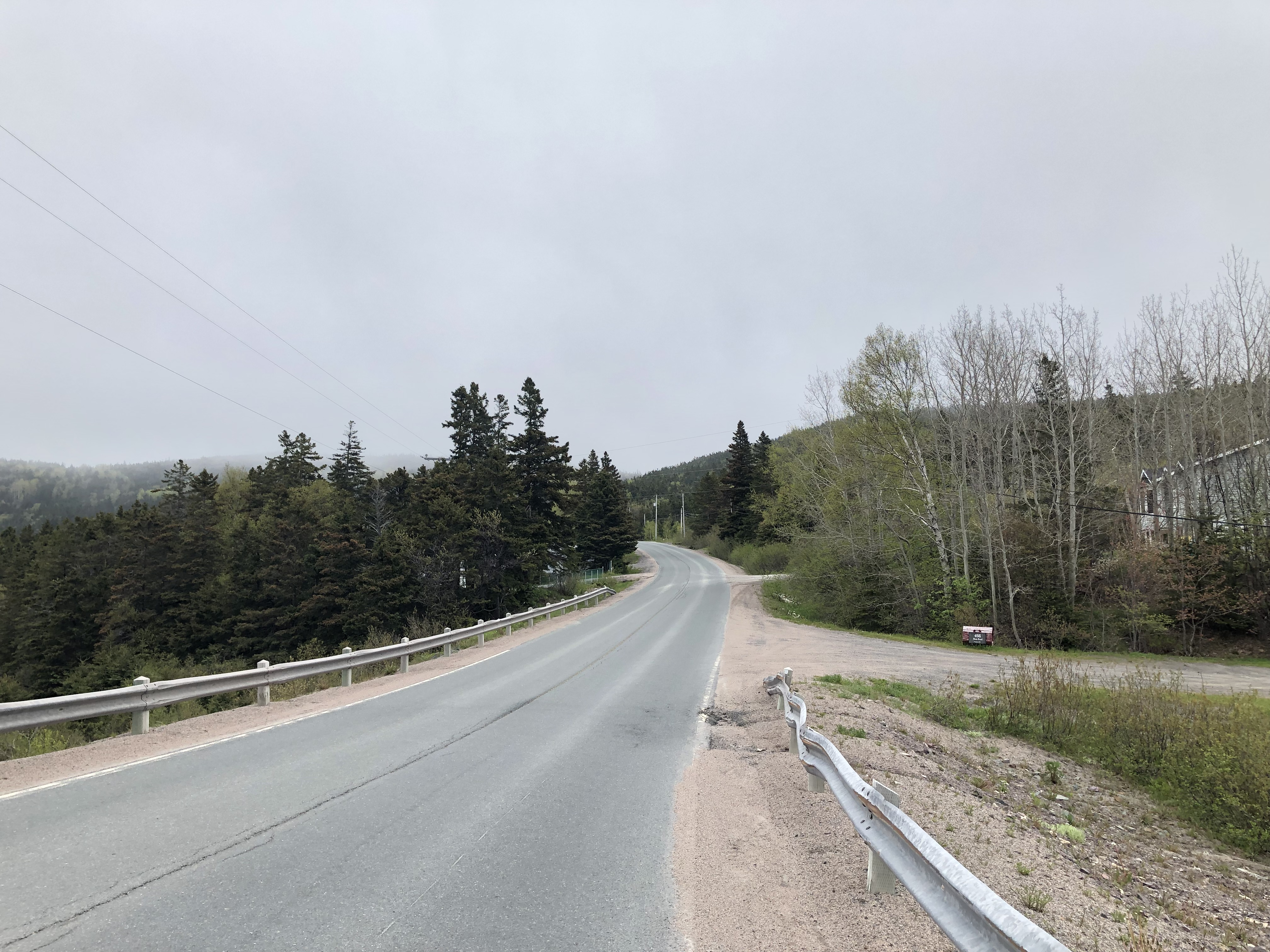
Route 235 in Summerville